# Xã Cummins, Quận Pocahontas, Iowa
Xã Cummins (tiếng Anh: Cummins Township) là một xã thuộc quận Pocahontas, tiểu bang Iowa, Hoa Kỳ. Năm 2010, dân số của xã này là 263 người.